# Mendarózqueta
Mendarózqueta (en euskera y oficialmente Mendarozketa) es un concejo del municipio de Cigoitia, en la provincia de Álava, España. 

## Despoblado
Forma parte del concejo una fracción del despoblado de:
- Guernica (en euskera y oficialmente Gernika).[1]

## Historia
Hacia mediados del siglo XIX, el lugar, ya por entonces perteneciente a Cigoitia, tenía contabilizada una población de 49 habitantes. Aparece descrito en el undécimo volumen del Diccionario geográfico-estadístico-histórico de España y sus posesiones de Ultramar de Pascual Madoz con las siguientes palabras:

MENDAROZQUETA: l. del ayunt. de Cigoitia, en la prov. de Alava, part. jud. de Vitoria (1 1/4 leg.), aud. terr. de Burgos (21), c. g. de las Provincias Vascongadas, dióc. de Calahorra: sit. en un alto; disfruta de clima templado; le combaten todos los vientos, especialmente el N., y se padecen enfermedades estacionales. Tiene 14 casas, escuela de primera educacion para ambos sexos, frecuentada por 16 ó 18 alumnos, y dotada con 50 ducados y 8 fan. de trigo; igl. parr. (San Juan), servida por un beneficiado con título de cura, de patronato del cabildo; cementerio contiguo á la igl.; una ermita (La Concepcion), y para uso del vecindario una fuente dentro, y otra en las inmediaciones del pueblo, de esquisitas aguas. El térm., que se estiende 1 leg. de N. á S., y otra de E. á O., confina N. Buruaga; E. Ciriano y Miñano Menor; S. y O. Mendiguren y Echavarri de Viña: hallándose en su circunferencia y al NE. 2 montecitos poblados de tocornos, berozales y otros arbustos de poca consideracion; y á corta dist. se advierte la cruz que se ha colocado en el desp. de Guernica. (V.) El terreno es de secano y delgado, discurriendo por él las aguas de las dos mencionadas fuentes que forman un arroyo tributario del r. Zadorra. Los caminos son locales en regular estado. El correo se recibe en la cap. por los mismos interesados. prod.: trigo, cebada, centeno, habas, alubias, lentejas y avena; cria de ganado caballar y vacuno; caza de perdices, codornices, liebres y sordas. pobl.: 11 vec., 49 alm. riqueza y contr. con su ayunt. (V.)
(Madoz, 1848, pp. 370-371)

En 2022, tenía empadronados 43 habitantes.

## Demografía
| Gráfica de evolución demográfica de Mendarózqueta entre 2000 y 2017 |
|                                                                     |
| Población de derecho según los censos de población del INE.         |

## Patrimonio
Hay en el concejo una iglesia de San Juan Evangelista.